# Gao Jun
Gao Jun (軍 高, Baoding, 25 januari 1969) is een Chinees-Amerikaans tafeltennisspeelster. Samen met Chen Zihe werd ze in 1991 wereldkampioene in het dubbelspel voor vrouwen. Een jaar later wonnen ze samen zilver op het dubbelspeltoernooi van de Olympische Zomerspelen 1992. Sinds 1997 komt de in China geboren speelster uit voor de Verenigde Staten. Zodoende werd Gao Jun in 2005 samen met Shen Yanfei het eerste koppel dat het damesdubbel op de ITTF Pro Tour Grand Finals won dat op dat moment niet voor een Aziatisch land uitkwam (Yanfei speelt voor Spanje).
Gao Jun bereikte in februari 2006 haar hoogste positie op de ITTF-wereldranglijst, toen ze zevende stond.

## Sportieve loopbaan

### Als Chinese
Gao Jun debuteerde in 1989 in het internationale (senioren)circuit op de wereldkampioenschappen in Dortmund. Tussen 1989 en 2008 nam ze deel aan nog elf edities van dit evenement, waarop ze twee keer een wereldtitel won.
Haar eerste goud op een WK won Gao Jun samen met Chen Zihe op het toernooi voor vrouwendubbels in Chiba 1991. In de finale troffen ze hun landgenoten Deng Yaping en Qiao Hong, die ze ditmaal klopten, maar nog vaak tegen zouden komen. Op hetzelfde toernooi speelde ze ook mee in de eindstrijd van het toernooi voor landenploegen, maar een tweede wereldtitel zat er op dat moment niet in. Daarmee ging Zuid-Korea aan de haal. Gao Jun en Chen Zihe troffen het koppel Yaping/Hong in 1992 opnieuw, in de dubbelspelfinale van de Olympische Zomerspelen, maar trokken ditmaal zelf aan het kortste eind.
De Chinese speelde in Göteborg 1993 haar derde en laatste WK finale, toen ze met de Chinese vrouwenploeg opnieuw de eindstrijd van het landentoernooi bereikte. Daarin volstond een overwinning op Noord-Korea voor haar tweede wereldtitel. Naast haar toernooizeges op officiële WK's schreef Gao Jun nog twee mondiale titels op haar naam. Met het Chinese team won ze namelijk zowel in 1990 als 1991 de WTC-World Team Cup, de World Cup voor landenploegen.

### Als Amerikaanse
Op de volgende WK's kon Gao Jun niet veel potten meer breken. Daarop verhuisde ze naar Amerika en debuteerde in 1997 uitkomend voor de Verenigde Staten op de ITTF Pro Tour. Op de Pro Tour won ze in 2005 het Taipei Open enkelspel en de dubbelspeltoernooien van eveneens het Taipei Open 2005, het China Open 2006, het Korea Open 2007 en in 2008 opnieuw het Taipei Open. Ze plaatste zich zowel in 2005, 2006 als 2007 voor de ITTF Pro Tour Grand Finals, waarop ze in 2005 samen met Shen Yanfei het dubbelspeltoernooi won. In de eindstrijd versloegen ze het Zuid-Koreaanse duo Kim Bok-rae/Kim Kyung-ah. Gao Jun en Yanfei waren daarmee de eerste winnaars op het evenement in die discipline die niet voor een Aziatisch land uitkwamen. Een jaar later bereikten ze samen wederom de dubbelfinale van de Grand Finals, maar verloren daarin ditmaal van Wang Nan en Zhang Yining.
In toernooien op het Noord-Amerikaanse continent staat er weinig maat op Gao Jun. Ze won het enkelspel op de Pan-Amerikaanse Spelen op alle drie haar deelnames in 1999, 2003 en 2007. Van de zeven Noord-Amerikaanse kampioenschappen waaraan ze deelnam, won ze er zes. Alleen in 2000 moest ze genoegen nemen met zilver, toen ze in de finale verloor van Geng Lijuan